# Boris Makojew
Boris Achsarbiekowicz Makojew (ros. Борис Ахсарбекович Макоев; ur. 22 stycznia 1993) – rosyjski, a od 2016 roku słowacki zapaśnik startujący w stylu wolnym. Olimpijczyk z Tokio 2020, gdzie zajął czternaste miejsce w kategorii 86 kg.
Srebrny medalista mistrzostw świata w 2017 i brązowy w 2022. Dwunasty w indywidualnym Pucharze Świata w 2020. Srebrny medalista mistrzostw Europy w 2024, brązowy w 2020 i piąty w 2021. Medalista młodzieżowych mistrzostw Rosji w 2010 i 2013 roku.